# Grillon (pâté)
Pour les articles homonymes, voir Grillon.
Ne doit pas être confondu avec Grattons.
Le grillon est une spécialité régionale du Sud-Ouest de la France, produite dans les Charentes, la Dordogne et le Limousin. Proche des rillettes, le grillon s'en distingue par sa texture (morceaux plus gros), le choix des morceaux de viande et par les aromates utilisés. Presque toujours à base de porc, ce pâté est parfois confectionné avec de la viande de canard ou d'oie, notamment en Périgord noir.

## Historique
La première mention de ce plat apparaît dans une des œuvres de Rabelais sous le nom de « rillé », devenu par déformation « rillons » au XVIIe siècle puis « grillons » un siècle plus tard. Il serait apparenté au verbe « griller ».
Cette variété de rillettes est décrite à l'origine comme « une friandise à base de cochon, rissolée et frite dans sa graisse de cuisson ». En 1867, un ouvrage culinaire le présente comme « de menus morceaux (de porc) cuits dans la graisse ».
Le grillon se décline en plusieurs variantes, plus ou moins proches d'un point de vue gustatif. Il faut aussi noter que les recettes de grillons varient selon les charcuteries.

## Grillon charentais
Le grillon charentais est, comme son nom l'indique, originaire des départements de la Charente et de la Charente-Maritime (anciennes provinces d'Aunis, Angoumois et Saintonge). Les aromates utilisés (ail, poivre notamment, mais aussi éventuellement sel de mer de l'île de Ré, noix de muscade, etc.) lui confèrent une saveur particulière. Il bénéficie d'une charte de qualité depuis 1998.
Sa confection nécessite des morceaux maigres de porc (épaule et jambon) qui sont mis à rissoler et à confire pendant de nombreuses heures, l'excédent de graisse étant retiré progressivement à la louche. Le grillon charentais se déguste froid, en entrée (comme une terrine), sur une tartine de pain de campagne, voire en accompagnement d'huîtres de Marennes-Oléron. Il est également consommé traditionnellement le 1er mai avec un brin d'aillet.

## Grillon limousin («grillous»)
Le grillon limousin est originaire des départements de la Haute-Vienne et de la Creuse (où l'on parle plus volontiers de gratton, au singulier). Il s'agit d'un pâté à la texture grossière, confectionné à base de panne et de poitrine de porc et assaisonné de poivre, persil et ail. Il se déguste traditionnellement avec des tourtous.

## Grillon périgourdin
Le grillon périgourdin (parfois écrit au pluriel : les grillons périgourdins) est originaire du département de la Dordogne (ancienne province du Périgord). Son mode de préparation le distingue du grillon charentais et du grillon limousin (« grillous »).
Le grillon périgourdin est une préparation relevée de nombreux aromates, parmi lesquels le poivre, la muscade rapée, la girofle, la cannelle, l'ail et les échalotes. Sa préparation requiert une macération préalable de la viande (gras et maigre de porc) avec un bouquet garni enrichi de céleri et de vert de poireau, afin de renforcer ses arômes. Dans le Périgord noir, le grillon est parfois préparé avec de la viande de canard ou d'oie. Il s'agissait à l'origine d'utiliser les restes de préparation du confit.
Une fois la préparation terminée, il convient de la laisser reposer pendant quelques jours. Le grillon périgourdin se déguste alors froid, en entrée ou en en-cas, sur une tranche de pain de campagne.